# Chōchinbi

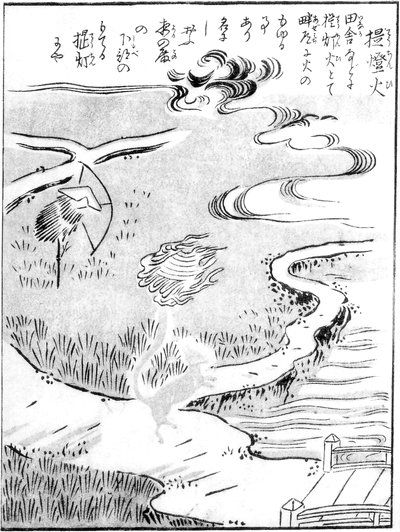
Chōchinbi extrait du Konjaku Gazu Zoku Hyakki de Toriyama Sekien.

Le chōchinbi (提灯火) est un type d'onibi dont il est question[style à revoir] dans chaque région du Japon.

## Présentation
Il passe pour apparaître dans les sentiers entre les rizières et flotte à environ un mètre au-dessus du sol et disparait lorsque les humains s'approchent de lui. Dans la préfecture de Tokushima sur l'île de Shikoku, des témoins ont observé plusieurs dizaines de feux de lanternes en papier apparaissent simultanément et s'alignant comme des ampoules. Son nom vient de la façon dont il est dit être une sorte de monstre qui éclaire les lanternes en papier et l'on dit aussi qu'il est à l'origine de la création des renards.
Dans le district de Miyoshi de la préfecture de Tokushima, ces chōchinbi aussi appelés tanukibi (狸火, litt. « feu tanuki ») et en fonction de leur nom, sont considérés comme un feu allumé par des tanuki,. Selon les livres Shokoku Rijindan de l'ère Kanpō, les tanukibi qui apparaissent dans la ville de Higashitada du district de Kawabe de la province de Settsu (de nos jours Kawanishi, préfecture de Hyōgo), sont des feux et dans le même temps prennent la forme d'un être humain qui mène le bétail, et ceux qui ne connaissent pas la situation ne remarquent pas sa véritable forme et échangent des bavardages avec le tanukibi.
À Matsudzuka, dans le district de Katsuraginoshimo de la province de Yamato (de nos jours Kashihara, préfecture de Nara), ces feux mystérieux sont appelés koemonbi (小右衛門火),. Principalement les soirs de pluie, sur la rive de la rivière, un feu mystérieux de la taille d'une lanterne de papier apparaît et flotte à trois shaku (environ 90 centimètres) au-dessus du sol et volerait sur une distance de 4 kilomètres en provenance et en direction du cimetière. Selon le recueil de nouvelles fantastiques Toenkai de Kyokutei Bakin, quand une personne nommée Koemon a tenté de découvrir la véritable identité du phénomène, elle est partie vers Matsudzuka où se manifeste ledit phénomène et une boule de feu est apparue en plein devant lui et a volé au-dessus de sa tête. Lorsque Koemon l'a frappé avec sa canne, le feu s'est séparé en plusieurs centaines de morceaux et l'entourait. Surpris, Koemon a pu s'échapper et revenir mais ce soir-là la fièvre s'est emparé de lui et sans aucune chance d'obtenir de soins médicaux, il a perdu la vie. Il a été dit par la suite que le mystérieux feu avait causé la maladie qui a entraîné la mort de Koemon et donc il a commencé à être appelé le koemonbi,,,. Par ailleurs, dans une autre histoire, Koemon n'a pas frappé le feu mystérieux avec une canne pour le fendre mais plutôt que le mystérieux feu a volé vers Koemon en imitant le bruit d'une étoile filante, a survolé le dessus de sa tête puis s'est simplement envolé.
Dans l'Otogi tsugeshou, histoire de fantômes dont l'action se déroule à l'époque d'Edo dans la province d'Ōmi (à présent préfecture de Shiga), il est fait mention d'un koemonbi dans les champs de rizières. Selon ce texte, un chef de village avare, nommé Koemon, dont les mauvaises actions étaient connues de tous et qui étaient un crime capital ce qui avait suscité son ressentiment qui se manifestait sous forme de flamme mystérieuse. Une fois, un groupe de voyageurs réuni a essayé de jouer de la flûte utilisée dans l'histoire de fantôme intitulée hyūdorodoro mais le koemonbi s'est tourné vers ces acteurs et comme un visage bleu flottait au milieu du feu, ils tremblaient de peur et se sont rapidement enfuis[pas clair].

## Source de la traduction
- (en) Cet article est partiellement ou en totalité issu de l’article de Wikipédia en anglais intitulé « Chōchinbi » (voir la liste des auteurs).